# Jennifer Lavoie
Jennifer J. Lavoie (Nashua (Nuevo Hampshire), 25 de febrero de 1971) es una modelo, actriz y empresaria estadounidense. Fue seleccionada Playmate del Mes para la revista Playboy en agosto de 1993, y  apareció en la portada del número de octubre de 1994 de la revista. Fue fotografiada por Richard Fegley. Jennifer ha aparecido en varios vídeos de Playboy y ediciones especiales, trabajando para Playboy durante más de siete años después de su desplegable central.
Jennifer fue una  de los miembros originales del Playboy Xtreme Team, un grupo de Playmates que compitieron un raid de aventura extremo. También fue parte del grupo de Playmates que compitió como equipo en el Eco-Challenge de 2000 en Borneo, el cual se emitió en la USA Network.